# Новозбур'ївська сільська рада
Новозбу́р'ївська сільська́ ра́да — адміністративно-територіальна одиниця та орган місцевого самоврядування в Голопристанському районі Херсонської області. Адміністративний центр — село Нова Збур'ївка.

## Загальні відомості
- Територія ради: 4,96 км²
- Населення ради: 7 489 осіб (станом на 2001 рік)

## Населені пункти
Сільській раді підпорядковані населені пункти:
- с. Нова Збур'ївка

## Склад ради
Рада складається з 36 депутатів та голови.
- Голова ради: Самойленко Таїсія Іванівна
- Секретар ради: Погребняк Светлана Николаевна

### Керівний склад попередніх скликань
| Прізвище, ім'я, по батькові | Основні відомості                                                         | Дата обрання | Дата звільнення |
| --------------------------- | ------------------------------------------------------------------------- | ------------ | --------------- |
| Самойленко Таїсія Іванівна  | Сільський голова, 1949 року народження, освіта вища, позапартійна         | 26.03.2006   | 31.10.2010      |
| Самойленко Таїсія Іванівна  | Сільський голова, 1949 року народження, освіта вища, член Партії регіонів | 31.10.2010   |                 |

Примітка: таблиця складена за даними сайту Верховної Ради України

### Депутати
За результатами місцевих виборів 2010 року депутатами ради стали:

#### За суб'єктами висування
| Суб'єкт висування           | Кількість обраних депутатів | %    |
| --------------------------- | --------------------------- | ---- |
| Партія регіонів             | 26                          | 72,2 |
| Комуністична партія України | 6                           | 16,7 |
| Самовисування               | 3                           | 8,3  |
| Народна партія              | 1                           | 2,8  |

#### За округами
| № округу                    | Прізвище, ім'я, по батькові     | Дата визнання обраним | Освіта             | Партійна приналежність            | Відомості про обраного депутата                                           |
| --------------------------- | ------------------------------- | --------------------- | ------------------ | --------------------------------- | ------------------------------------------------------------------------- |
| Комуністична партія України |                                 |                       |                    |                                   |                                                                           |
| 9                           | Журило Наталя Леонідівна        | 07.11.2010            | вища               | член Комуністичної партії України | дошкільний навчальний заклад «Малятко», завідувач                         |
| 10                          | Власенко Володимир Гаврилович   | 07.11.2010            | середня спеціальна | позапартійний                     | пенсіонер                                                                 |
| 12                          | Шапка Тетяна Станіславівна      | 07.11.2010            | середня спеціальна | член Комуністичної партії України | дошкільний навчальний заклад «Малятко», вихователь                        |
| 14                          | Олійник Олександр Олександрович | 07.11.2010            | вища               | позапартійний                     | Новозбур'ївська загальноосвітня школа, директор                           |
| 24                          | Гринько Анатолій Тимофійович    | 07.11.2010            | вища               | член Комуністичної партії України | пенсіонер                                                                 |
| 30                          | Німіч Олександр Федорович       | 07.11.2010            | середня спеціальна | член Комуністичної партії України | тимчасово не працює                                                       |
| Народна Партія              |                                 |                       |                    |                                   |                                                                           |
| 29                          | Фіночко Володимир Володимирович | 07.11.2010            | вища               | член Народної партії              | приватний підприємець                                                     |
| Партія регіонів             |                                 |                       |                    |                                   |                                                                           |
| 2                           | Єфімова Валентина Василівна     | 07.11.2010            | вища               | член Партії регіонів              | Новозбур'ївська загальноосвітня школа, вчитель музики                     |
| 3                           | Сахончик Євген Вікторович       | 07.11.2010            | середня спеціальна | член Партії регіонів              | пенсіонер                                                                 |
| 4                           | Кононов Сергій Олексійович      | 07.11.2010            | вища               | член Партії регіонів              | пенсіонер                                                                 |
| 5                           | Кіяненко Тетяна Іванівна        | 07.11.2010            | середня спеціальна | член Партії регіонів              | Новозбур'ївська загальноосвітня школа, кухар                              |
| 6                           | Афанасьєва Лідія Григорівна     | 07.11.2010            | вища               | член Партії регіонів              | Новозбур'ївське лісопромислове господарство, директор                     |
| 7                           | Крачун Ганна Іванівна           | 07.11.2010            | середня спеціальна | член Партії регіонів              | Новозбур'ївська сільська рада, спеціаліст апарату                         |
| 8                           | Білецька Лідія Павлівна         | 07.11.2010            | вища               | член Партії регіонів              | Новозбур'ївська загальноосвітня школа, вчитель                            |
| 11                          | Костик Олена Миколаївна         | 07.11.2010            | середня спеціальна | член Партії регіонів              | тимчасово не працює                                                       |
| 15                          | Лупа Анатолій Миколайович       | 07.11.2010            | вища               | член Партії регіонів              | пенсіонер                                                                 |
| 16                          | Братченко Марина Василівна      | 07.11.2010            | вища               | член Партії регіонів              | Новозбур'ївський сільський будинок культури, художній керівник            |
| 17                          | Чорний Іван Ярославович         | 07.11.2010            | середня спеціальна | член Партії регіонів              | Новозбур'ївська сільська рада, спеціаліст апарату                         |
| 18                          | Калабуха Алла Федорівна         | 07.11.2010            | вища               | член Партії регіонів              | Новозбур'ївська загальноосвітня школа, вчитель                            |
| 19                          | Кононова Ганна Григорівна       | 07.11.2010            | вища               | член Партії регіонів              | Новозбур'ївська сільська рада, спеціаліст апарату                         |
| 20                          | Мушнік Віталій Миколайович      | 07.11.2010            | вища               | член Партії регіонів              | приватний підприємець                                                     |
| 21                          | Харик Георгій Михайлович        | 07.11.2010            | вища               | член Партії регіонів              | пенсіонер                                                                 |
| 22                          | Бебешко Наталія Миколаївна      | 07.11.2010            | вища               | член Партії регіонів              | Новозбур'ївська сільська рада, спеціаліст апарату                         |
| 23                          | Погребняк Світлана Миколаївна   | 07.11.2010            | вища               | член Партії регіонів              | Новозбур'ївська сільська рада, секретар                                   |
| 25                          | Година Анатолій Григорович      | 07.11.2010            | середня спеціальна | член Партії регіонів              | тимчасово не працює                                                       |
| 26                          | Левченко Руслан Анатолійович    | 07.11.2010            | середня спеціальна | член Партії регіонів              | тимчасово не працює                                                       |
| 27                          | Іващенко Віктор Валерійовмч     | 07.11.2010            | вища               | позапартійний                     | ГУМНС України в Херсонській області, психолог сектору гуманітарної роботи |
| 28                          | Голояд Ольга Георгіївна         | 07.11.2010            | вища               | член Партії регіонів              | Новозбур'ївська загальноосвітня школа, вчитель                            |
| 31                          | Малига Ольга Василівна          | 07.11.2010            | вища               | член Партії регіонів              | Новозбур'ївська загальноосвітня школа, вчитель                            |
| 32                          | Гусєв Сергій Олександрович      | 07.11.2010            | вища               | член Партії регіонів              | Новозбур'ївська загальноосвітня школа                                     |
| 33                          | Бєляєва Тетяна Миколаївна       | 07.11.2010            | вища               | член Партії регіонів              | дошкільний навчальний заклад «Малятко», вихователь                        |
| 35                          | Бритвіна Олександра Олексіївна  | 07.11.2010            | вища               | член Партії регіонів              | Новозбур'ївська амбулаторія, лікар                                        |
| 36                          | Єрмакова Олена Миколаївна       | 07.11.2010            | вища               | член Партії регіонів              | Новозбур'ївська загальноосвітня школа                                     |
| Самовисування               |                                 |                       |                    |                                   |                                                                           |
| 1                           | Омельянов Олександр Іванович    | 07.11.2010            | середня спеціальна | позапартійний                     | ГВК № 7, інженер з охорони праці                                          |
| 13                          | Сокол Ірина Петрівна            | 07.11.2010            | вища               | позапартійна                      | тимчасово не працює                                                       |
| 34                          | Лупа Олександр Володимирович    | 07.11.2010            | вища               | позапартійний                     | Органи додаткової міліції ДПА Україна                                     |

## Населення
Згідно з переписом УРСР 1989 року чисельність наявного населення сільської ради становила 7367 осіб, з яких 3433 чоловіки та 3934 жінки.
За переписом населення України 2001 року в сільській раді мешкали 7543 особи.

### Мова
Розподіл населення за рідною мовою за даними перепису 2001 року:
| Мова       | Відсоток |
| ---------- | -------- |
| українська | 88,49 %  |
| російська  | 9,81 %   |
| вірменська | 0,87 %   |
| циганська  | 0,29 %   |
| молдовська | 0,16 %   |
| білоруська | 0,12 %   |
| інші       | 0,26 %   |